# Relations entre l'Angola et l'Inde
Les relations entre l'Angola et l'Inde sont les relations bilatérales de la république d'Angola et de la république de l'Inde. Les deux nations font partie du Mouvement des non-alignés. En tant que membre de l'Union africaine, l'Angola soutient la candidature de l'Inde à un siège permanent au sein d'un Conseil de sécurité réformé. L'Inde a une ambassade à Luanda, la capitale de l'Angola. L'Angola a une ambassade à New Delhi, en Inde.

## Histoire
L'Inde et l'Angola ont traditionnellement entretenu des relations amicales qui remontent à l'époque précédant l'indépendance de l'Angola. L'Inde a soutenu la lutte pour la liberté de l'Angola contre la domination coloniale portugaise jusqu'à ce que le pays obtienne son indépendance en 1975. Plus tard, l'Inde a continué à soutenir le MPLA (Mouvement populaire de libération de l'Angola) qui est resté à la tête des affaires du pays depuis l'indépendance de l'Angola.

## Liens économiques
Le ministère des affaires étrangères du gouvernement indien déclare que pour l'exercice financier se terminant en mars 2011, le commerce total entre l'Inde et l'Angola s'élevait à six milliards de dollars américains. Selon l'ambassade indienne à Luanda, le gouvernement indien a accordé une ligne de crédit de quarante millions de dollars au gouvernement angolais pour un projet de réhabilitation du chemin de fer (Railway Company of Mocamedes), la première grande initiative de gouvernement à gouvernement entre les deux pays. Rail India Technical and Economic Consultancy Services Limited (RITES), qui a commencé la mise en œuvre du projet en 2005, a remis le projet achevé au ministre angolais des transports le 28 août 2007. L'EXIM Bank of India a accordé trois lignes de crédit de 5, 10 et 13,8 millions de dollars US pour des équipements agricoles et des tracteurs indiens. La Banque d'État de l'Inde (SBI), qui a ouvert son bureau de représentation à Luanda en avril 2005, a également accordé des lignes de crédit commerciales de cinq millions de dollars US pour la fourniture de tracteurs et l'importation de biens d'équipement en provenance de l'Inde. Un autre prêt à terme de 10,8 millions a été approuvé par la SBI. Le gouvernement indien a récemment approuvé 30 millions de dollars US pour la création d'un parc industriel et 15 millions de dollars US pour la création d'une usine d'égrenage et de filature de coton.